# Regdanvimab
Regdanvimab (Handelsname: Regkirona) ist ein monoklonaler Antikörper (MAK) zur Behandlung der COVID-19-Erkrankung, und zwar für erwachsene Patienten, die nicht auf zusätzliche Sauerstoffzufuhr angewiesen sind und ein erhöhtes Risiko für eine Verschlechterung der Erkrankung aufweisen. Seit November 2021 Regdanvimab in der EU zugelassen.
Das Präparat wurde von der südkoreanischen Firma Celltrion entwickelt.
Bereits im März 2021 kam das CHMP basierend auf einer Überprüfung von Daten aus einer laufenden Studie zu dem Schluss, dass die Gabe bei erwachsenen Patienten mit bestätigtem COVID-19, die keine zusätzliche Sauerstofftherapie benötigen und ein hohes Risiko für einen schweren Krankheitsverlauf haben, geeignet sei. Die Beurteilung konnte genutzt werden, um die nationale Entscheidungsfindung über die mögliche Verwendung des Antikörpers vor der Zulassung zu unterstützen. Parallel dazu war im Februar 2021 ein Rolling-Review-Verfahren zur Begutachtung der fortlaufend eingereichten Studienergebnisse eingeleitet worden um das Zulassungsverfahren zu beschleunigen.
Regdanvimab soll nach Herstellerangaben auch bei der Alpha (B.1.1.7)-Virusvariante wirksam sein, ferner in Kombination mit anderen neutralisierenden Antikörpern auch bei der Südafrika-Variante Beta (B.1.351). In Südkorea erhielt das Mittel im Februar 2021 bereits eine Notfallzulassung.